# UCI-Trial-Weltcup 2018
Beim UCI-Trial-Weltcup 2018 wurden durch die Union Cycliste Internationale die Weltcupsieger im Trial ermittelt.

## Ablauf
Der Weltcup 2018 bestand aus vier Läufen:
- Vöcklabruck: 7.–8. Juli
- Val di Sole: 25.–26. August
- Antwerpen: 22.–23. September
- Berlin: 13.–14. Oktober

Der Weltcup von Vöcklabrück fand wie in den Vorjahren im Stadtpark statt. Im letzten Weltcup-Lauf, also in Berlin, zählten die Punkte doppelt. Dieser Lauf wurde in Hangar 5 des ehemaligen Flughafens Tempelhof ausgetragen.

## Männer 20 Zoll
In der 20-Zoll-Klasse gab es 70 Fahrer.
| # | Datum         | Ort         | Erster             | Zweiter            | Dritter            |
| - | ------------- | ----------- | ------------------ | ------------------ | ------------------ |
| 1 | 8. Juli       | Vöcklabruck | Benito Ros         | Ion Areitio        | Alejandro Montalvo |
| 2 | 26. August    | Val di Sole | Alejandro Montalvo | Thomas Pechhacker  | Ion Areitio        |
| 3 | 23. September | Antwerpen   | Alejandro Montalvo | Dominik Oswald     | Thomas Pechhacker  |
| 4 | 14. Oktober   | Berlin      | Dominik Oswald     | Alejandro Montalvo | Samuel Hlavatý     |

Gesamtwertung
| Platz | Name               | Punkte |
| ----- | ------------------ | ------ |
| 1     | Alejandro Montalvo | 860    |
| 2     | Dominik Oswald     | 710    |
| 3     | Thomas Pechhacker  | 605    |
| 4     | Ion Areitio        | 560    |
| 5     | Samuel Hlavatý     | 515    |
| 6     | Lucien Leiser      | 505    |

## Männer 26 Zoll
In der 26-Zoll-Klasse gab es 74 Teilnehmer.
| # | Datum         | Ort         | Erster         | Zweiter          | Dritter            |
| - | ------------- | ----------- | -------------- | ---------------- | ------------------ |
| 1 | 8. Juli       | Vöcklabruck | Jack Carthy    | Sergi Llongueras | Gilles Coustellier |
| 2 | 26. August    | Val di Sole | Nicolas Vallée | Vincent Hermance | Gilles Coustellier |
| 3 | 23. September | Antwerpen   | Jack Carthy    | Nicolas Vallée   | Kenny Belaey       |
| 4 | 14. Oktober   | Berlin      | Nicolas Vallée | Vincent Hermance | Abel Mustieles     |

Gesamtwertung
| Platz | Name             | Punkte |
| ----- | ---------------- | ------ |
| 1     | Nicolas Vallée   | 850    |
| 2     | Vincent Hermance | 675    |
| 3     | Sergi Llongueras | 615    |
| 4     | Abel Mustieles   | 560    |
| 5     | Clément Méot     | 505    |
| 6     | Jack Carthy      | 495    |

## Frauen
Im Frauen-Weltcup gab es 19 Teilnehmerinnen.
| # | Datum         | Ort         | Erste            | Zweite           | Dritte        |
| - | ------------- | ----------- | ---------------- | ---------------- | ------------- |
| 1 | 8. Juli       | Vöcklabruck | Nina Reichenbach | Nadine Kåmark    | Alba Hidalgo  |
| 2 | 26. August    | Val di Sole | Nina Reichenbach | Irene Caminos    | Alba Hidalgo  |
| 3 | 23. September | Antwerpen   | Nina Reichenbach | Manon Basseville | Nadine Kåmark |
| 4 | 14. Oktober   | Berlin      | Nina Reichenbach | Perrine Devahive | Irene Caminos |

Gesamtwertung
| Platz | Name             | Punkte |
| ----- | ---------------- | ------ |
| 1     | Nina Reichenbach | 1000   |
| 2     | Manon Basseville | 660    |
| 3     | Irene Caminos    | 645    |
| 4     | Alba Hidalgo     | 580    |
| 5     | Nadine Kåmark    | 555    |
| 6     | Erika Hlavatá    | 465    |